# 夫佐炫
夫 佐炫（プ・ジャヒョン、朝鮮語: 부좌현、1956年5月13日 - ）は、大韓民国の政治家。第19代大韓民国国会議員。
済州道済州市出身。本貫は済州夫氏。1931年ごろの済州海女抗日運動を主導した独立運動家の夫升琳・夫春花兄妹は8親等の親戚（祖父のはとこ）。

## 学歴
- 1969年 木浦儒達国民学校卒業
- 1972年 木浦中学校卒業
- 1975年 木浦高等学校卒業
- 1977年 西江大学校哲学科除籍
- 2004年 韓国放送通信大学校法学学士
- 2007年 漢陽大学校行政大学院行政学修士[6]

## 経歴
- 安山文化院理事
- 安山草の根環境センター共同代表
- 安山統一フォーラム代表
- 第5代京畿道議会議員
- ウリ党千正培院内代表秘書室長
- 2012年5月〜2016年5月、第19代国会議員（京畿道安山市檀園区乙選挙区）
- 国会政策研究委員
- 国会運営委員会委員
- 国会産業通商資源委員会委員
- 国会予算決算特別委員会委員
- 新政治民主連合京畿道支部安山檀園乙地域委員会委員長
- 新政治民主連合多文化委員会委員長
- 新政治民主連合新しい大韓民国委員会産業安全分科委員長
- 新政治民主連合議員担当院内副代表
- 民主統合党京畿道支部安山檀園乙地域委員会委員長
- 共に民主党多文化委員会委員長
- 国民の党首席事務副総長
- 変化と希望の代案政治連帯院外準備委員長